# Khalid Benichou
Khalid Benichou, né le 28 mars 1988 à Creutzwald en France, est un footballeur français qui joue au poste de défenseur central au FC Luxembourg City.

## Biographie

### SV Röchling (2004 - 2006)
Formé au FC Metz, le joueur ne signe pas de contrat professionnel avec son club formateur et rejoint donc en 2004 le SV Röchling Völklingen 06.

### 1. FC Kaiserslautern (2006 - 2008)
En 2006, il rejoint le prestigieux club allemand du 1. FC Kaiserslautern et intègre directement l'équipe réserve du club.

### CS Grevenmacher (2008 - 2009)
Ne disputant aucun match en équipe première avec Kaiserslautern, le joueur rejoint librement le club luxembourgeois du CS Grevenmacher en 2008, alors en première division.

### SV Elversberg (2009 - 2010)
Auteur d'une saison pleine et intéressante au Luxembourg, le joueur retente sa chance en Allemagne en rejoint le SV Elversberg où il intègre l'équipe réserve.

### CSO Amnéville (2010)
En 2010, ne disputant toujours aucun match en équipe professionnel avec le club allemand de Elversberg, il retourne dans sa région natal en signant avec le CSO Amnéville, club de CFA.

### CS Grevenmacher (2010 - 2011)
Après six mois à Amnéville, le joueur retourne dans son ancien club au Luxembourg, le CS Grevenmacher.

### AS La Jeunesse d'Esch (2011 - 2014)
Un an plus tard, il rejoint l'AS La Jeunesse d'Esch, club le plus titré du pays.
À l'issue de la saison 2012-2013, il remporte le premier trophée de sa carrière en remportant la Coupe du Luxembourg face au FC Differdange 03, disputant l'ensemble de la finale.

### FC Mondercange (2014 - 2016)
Libre de tout contrat après son départ d'Esch, le joueur signe avec le FC Mondercange, club de deuxième division luxembourgeoise.

### Sarreguemines FC (2016 - 2019)
Après deux ans au sein de Mondercange en deuxième division, le joueur retourne en France en signant avec le Sarreguemines FC, club de CFA 2.
Le joueur marque rapidement les esprits et l'histoire du club en disputant des matchs historique pour ce dernier, comme lors de l'édition 2016-2017 où le club lorrain élimine les clubs professionnels du Valenciennes FC ou encore du Stade de Reims en Coupe de France,.

### SSEP Hombourg-Haut (2019 - 2022)
En 2019, il s'engage avec le SSEP Hombourg-Haut, club amateur modeste de Moselle.
Il permet au club lorrain de réaliser le plus grand exploit dans son histoire en éliminant l'AJ Auxerre, club professionnel, en Coupe de France, marquant le dernier but de la rencontre sur une tête.

### US Forbach (2022 - 2024)
Libre de tout contrat, il rejoint en 2022 l'US Forbach, club de Régional 1 ayant pour ambition la montée en National 3.

### FC Luxembourg City (depuis 2024)
Il retourne au Luxembourg en 2024 pour signer avec le club de deuxième division du FC Luxembourg City, deuxième club de la capitale du pays.

## Palmarès
| AS La Jeunesse d'Esch (1) :                                                                        |
| -------------------------------------------------------------------------------------------------- |
| - BGL Ligue - Vice-champion : 2012 - Coupe du Luxembourg (1) - Vainqueur : 2013 - Finaliste : 2012 |